# 施肇基
施肇基（1877年4月10日—1958年1月3日），字植之，江蘇吳江人，笠泽施氏，中国近代外交家。

## 生平

### 青少年时代
施先求学于南京，学习英语一年后因患脚气病辍学，后于1888年转入上海圣约翰大学学习。清光绪十九年（1893年），随同中国驻美国公使杨儒赴美，任翻译生，入华盛顿市立中心中学学习。1897年，伍廷芳代杨儒为驻美公使，施肇基博士升任随员，旋辞职入康奈尔大学学习。
1899年，杨儒出任驻俄罗斯公使，将施肇基博士调来圣彼得堡，并委其以参赞身份随同赴荷兰海牙出席国际和平会议。其后，施返美继续学业。

### 外交生涯

#### 步入舞台
施肇基博士在美国康奈尔大学获文学硕士、哲学博士学位後回国（時為1905年），入湖广总督张之洞幕。1905年，随同端方、戴鸿慈出使各国考察宪政，回国后被保举为道员。之后历任邮传部、吉林省、外务部各职。辛亥革命爆发后，清驻美公使张荫棠辞职，施肇基博士被任命为驻美、西班牙和秘鲁公使，未及赴任，清廷已垮台。

#### 伊藤博文案
1908年至1910年，施在吉林任职，任内老练妥善地处理了伊藤博文遇刺案。1909年10月，为解决日俄两国战后争端以及共同瓜分中国东北利益，前任日本首相、韩国统监伊藤博文乘火车前往中国东北与俄国财政总长科科夫佐夫谈判。26日上午抵达哈尔滨站时，被朝鲜民族主义者安重根枪击身亡。事发后施肇基立即要求电报局停发所有电报，全面控制消息。同时急电北京外务部，建议在案情调查清楚之前绝不发表任何声明，“若有人问及此事，政府千万不可有‘保护不周’之道歉语句，贻日人以口实。”施并积极跟进日俄审讯，录获安重根供词之后，亲自以英文草拟新闻通稿交由北京英文媒体刊发。待到各报陆续刊登之后，施肇基方才恢复电报局正常发报，从而占据了话语权的先机，令日本人“对我报道无法辩驳，故日方对此案迄无抗议”，为国家化解了一场可能的外交危机。

#### 巴黎和会

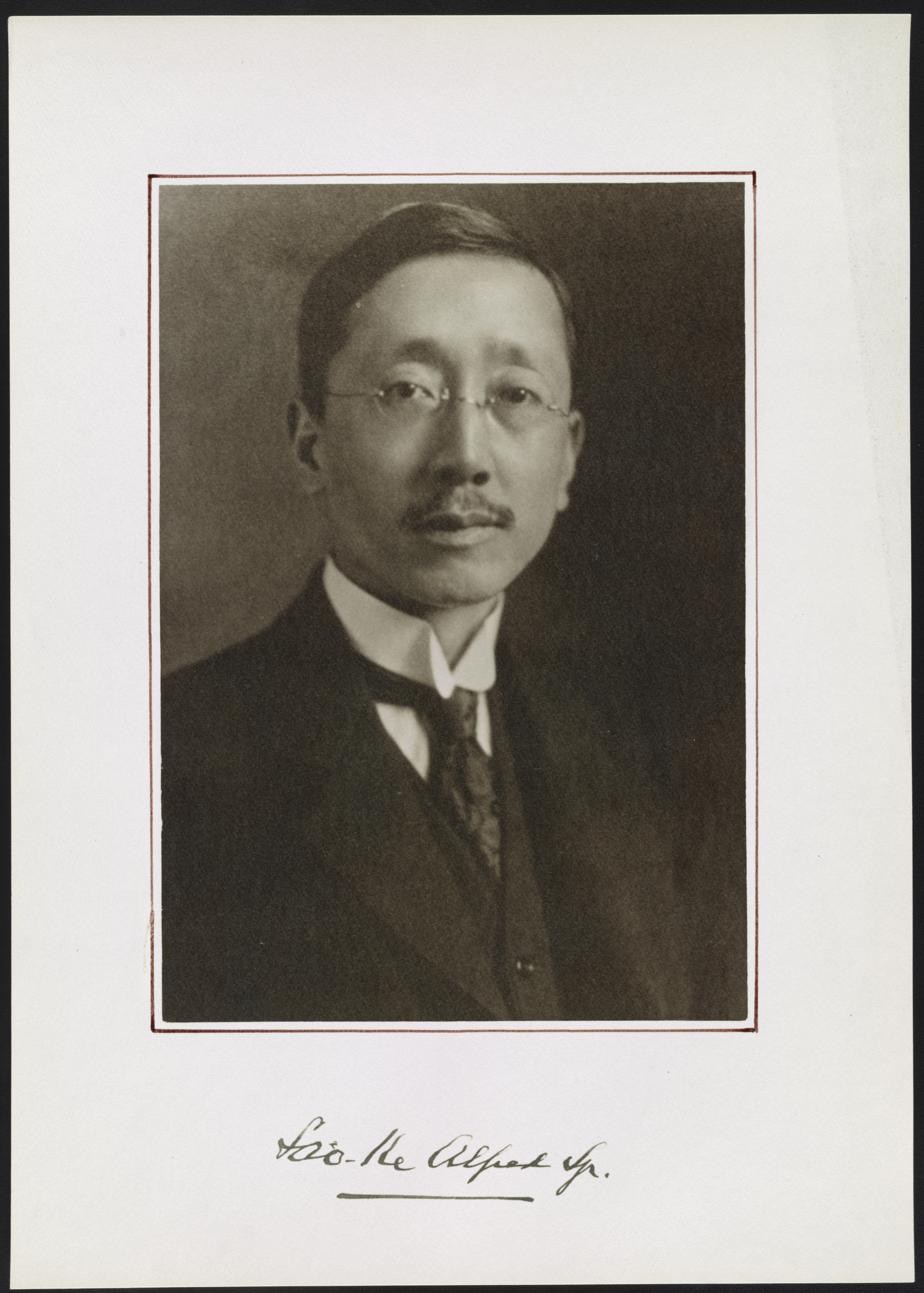
施肇基（摄于1919年）

1912年3月，施肇基博士入唐绍仪内阁，任交通及财政总长，不久因病辞职。1914年至1920年任驻英国公使，其中并與外交總長陸徵祥、顧維鈞（駐美）、王正廷（廣州政府代表）、魏宸組（駐比）等人及秘书朱佛定組成中国代表团出席1919年巴黎和会。会后，中国代表团拒绝在出卖山东的和约上签字。

#### 资深外交官

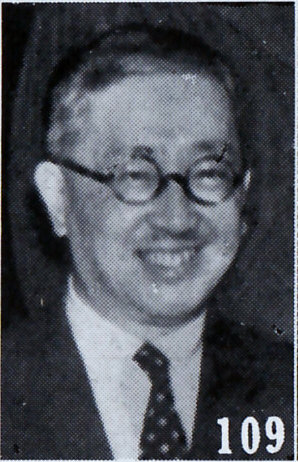
施肇基（1940年左右）

1921年，施肇基博士赴任驻美国公使，并以首席代表身份率领顧維鈞、王寵惠爲全權代表，余日章、蔣夢麟爲國民代表，朱佛定爲秘書的中国代表团出席华盛顿会议。之后至1929年，除了曾于1923年短暂回国代理外交总长之外，一直担任中国驻美最高使节。1929年至1932年，再次任驻英公使，并任驻国际联盟中国全权代表。1931年9月21日，九一八事变后第三天，中国驻国际联盟代表施肇基照会国联秘书长埃里克·德拉蒙德爵士（时译德兰孟）：“我国军队及人民，因遵守本国政府命令，对此强暴行为，并未抵抗，以避免任何可使情势扩大之举动。”
1932年至1937年再任驻美公使，1935年两国外交关系升格后任驻美大使。
1937年辞职回国，不久抗日战争爆发，隐居上海。1941年，施赴美，历任多职，其中包括联合国中国代表团高级顾问。

### 晚年生活
1954年，施肇基博士因脑溢血逐渐淡出外交舞台。1958年1月3日病逝于华盛顿哥伦比亚特区，享壽81岁。

## 家庭
施肇基是施善增的第四个儿子，其兄施肇曾曾任北洋政府陇海铁路督办等职。施肇基之子施思明亦長期擔任聯合國機構要職，為著名外交家，早年在劍橋大學基督學院獲得醫學碩士學位。

## 延伸阅读
[在维基数据编辑]
 《游美同學錄·施肇基》，出自《游美同學錄》
 在维基共享资源阅览影像